# Hemijana bimaculata
Hemijana bimaculata là một loài bướm đêm thuộc họ Eupterotidae. Nó được tìm thấy ở miền tây Châu Phi.